# Helmuth Ashley
Pour les articles homonymes, voir Ashley.
Helmuth Ashley (né le 17 septembre 1919 à Vienne et mort le 2 juillet 2021 à Munich) est un réalisateur, directeur de la photographie et scénariste autrichien.

## Biographie
Il est le fils du commerçant Joseph Ashley et de son épouse Emmy von Zach. Ses grands-parents viennent d'Angleterre. De 1934 à 1938, il étudie la photographie à la Höhere Graphische Bundes-Lehr- und Versuchsanstalt. Il fait ensuite des portraits dans deux studios de Berlin.
Pendant la Seconde Guerre mondiale, il se forme à la photographie aérienne et s'occupe d'un cinéma à Lessay, en Normandie. Il devient correspondant de guerre, filme les attaques de stukas en Yougoslavie et en Roumanie. En novembre 1942, Ashley est renvoyé de l'armée en raison du manque de fiabilité politique de son père, il devient assistant du chef opérateur pour Berlin-Film auprès d'Oskar Schnirch.
Ashley passe la fin de la guerre à Vienne. En octobre 1945, les autorités alliées l'embauchent pour tourner des films d'actualités. Il travaille toujours pour le cinéma comme assistant à la photographie. Il devient directeur de la photographie principal en 1949.
En 1950, il vient travailler en Allemagne. Il se fait un nom dans les films dramatiques en noir et blanc. À la demande de Heinz Rühmann, il réalise son premier film Fais ta valise Sherlock Holmes en 1960.
Il devient ensuite réalisateur pour la télévision. Il met en scène notamment des séries de la ZDF : Das Kriminalmuseum, Die fünfte Kolonne, Le Renard, Inspecteur Derrick, Une famille en Bavière.
Ashley fait un premier mariage avec l'actrice autrichienne Doris Kirchner puis un deuxième avec l'actrice allemande Emely Reuer et un troisième avec Benny Benghauser.

## Filmographie

### En tant que directeur de la photographie
- 1948 : Le Procès (Der Prozeß) de Georg Wilhelm Pabst
- 1949 : Duell mit dem Tod
- 1949 : Schuß durchs Fenster
- 1950 : Es schlägt 13
- 1951 : Amour démoniaque (Dämonische Liebe) de Kurt Meisel
- 1951 : Weiße Schatten
- 1951 : Gefangene Seele
- 1952 : Verlorene Melodie
- 1952 : Abenteuer in Wien
- 1952 : La Trace conduit à Berlin
- 1953 : L'amour n'est pas un jeu (Ein Herz spielt falsch) de Rudolf Jugert
- 1953 : Tant que tu m'aimeras (Solange Du da bist) de Harald Braun
- 1953 : Stolen Identity
- 1953 : Muß man sich gleich scheiden lassen?
- 1954 : Das Licht der Liebe de Robert Adolf Stemmle
- 1954 : Sauerbruch – Das war mein Leben de Rolf Hansen
- 1954 : Geständnis unter vier Augen
- 1955 : Escale à Orly de Jean Dréville
- 1955 : Hanussen de O. W. Fischer et Georg Marischka
- 1955 : Du darfst nicht länger schweigen
- 1955 : Rendez-moi justice (Alibi) de Alfred Weidenmann
- 1956 : Nina
- 1956 : Kitty, une sacrée conférence (Kitty und die große Welt) de Alfred Weidenmann
- 1956 : Régine de Harald Braun
- 1957 : Der Stern von Afrika de Alfred Weidenmann
- 1957 : Banktresor 713
- 1958 : Terminus amour (Endstation Liebe) de Georg Tressler
- 1958 : Zone-Est interdite (Le monde a tremblé) (Nasser Asphalt) de Frank Wisbar
- 1959 : Chiens, à vous de crever ! (Hunde, wollt ihr ewig leben) de Frank Wisbar
- 1959 : Arzt ohne Gewissen
- 1959 : Un jour qui ne finira plus (de) (Ein Tag, der nie zu Ende geht) de Franz Peter Wirth
- 1960 : Mon ami d'école (Mein Schulfreund) de Robert Siodmak
- 1960 : Eine Frau fürs ganze Leben (en)

### En tant que réalisateur

#### Cinéma
- 1960 : Fais ta valise Sherlock Holmes (de) (Das schwarze Schaf)
- 1961 : Le Jeu de l'assassin (de) (Mörderspiel) (scénario également)
- 1962 : L'Orchidée rouge (Das Rätsel der roten Orchidee)
- 1964 : Le Mystère de la jonque rouge (Weiße Fracht für Hongkong)
- 1966 : Un cercueil de diamants (Die Rechnung – eiskalt serviert)
- 1984 : La Forêt explosive (de) (Danger – Keine Zeit zum Sterben)

#### Télévision
- 1963–1968 : Das Kriminalmuseum (14 épisodes)
- 1963–1967 : Die fünfte Kolonne (6 épisodes)
- 1964 : Nachtzug D 106
- 1965 : Oberst Wennerström
- 1966 : Das Millionending
- 1969–1970 : Die Münchner Räterepublik
- 1971 : Die drei Gesichter der Tamara Bunke
- 1974–1975 : Der Kommissar (3 épisodes)
- 1976–1977 : Notarztwagen 7 (13 épisodes)
- 1977 : Tatort : épisode Schüsse in der Schonzeit
- 1978-2005 : Le Renard (55 épisodes)
- 1975–1997 : Inspecteur Derrick (47 épisodes)
- 1983 : Der Trotzkopf
- 1989–1991 : Une famille en Bavière (14 épisodes)

## Source de la traduction
- (de) Cet article est partiellement ou en totalité issu de l’article de Wikipédia en allemand intitulé « Helmuth Ashley » (voir la liste des auteurs).